# Flame and the Flesh
Flame and the Flesh és una pel·lícula dramàtica estatunidenca feta per la Metro-Goldwyn-Mayer el 1954. Aquesta pel·lícula va ser dirigida per Richard Brooks i produïda per Joe Pasternak amb un guió de Helen Deutsch basat en una novel·la d'August Bailly.
Les estrelles d'aquesta pel·lícula eren Lana Turner, Pier Angeli, Carlos Thompson i Bonar Colleano.

## Argument
Quan a Madeline, una americana que viu a Nàpols, la fan fora del seu apartament, Ciccio, un compositor de bon cor, l'allotja a casa seva. Madeline té una aventura amorosa amb un amic de Ciccio, Nino, un cantant que, encara que està a punt de casar-se, s'escapa amb Madeline poc abans del casament.

## Al voltant de la pel·lícula
Aquesta pel·lícula és un remake de la pel·lícula francesa de 1938 Naples au baiser de feu (dirigida per Augusto Genina amb com a actors Michel Simon i Tino Rossi) que era alhora un remake d'una pel·lícula muda de 1925 del mateix nom. Aquestes dues versions es van inspirar en la mateixa novel·la.
La pel·lícula ha estat rodada a Londres i a Nàpols.

## Repartiment
- Lana Turner: Madeline
- Pier Angeli: Lisa
- Carlos Thompson: Nino
- Bonar Colleano: Ciccio
- Charles Goldner: Mondari
- Peter Illing: Peppe
- Rosalie Crutchley: Francesca
- Marga Maitland: Filiberto